# Frakelj
Za slovenskega domobranca glejte Franc Frakelj.
Frakelj je prostorninska mera in steklenica.
- 1 frakelj = 1/8 litra = 0,125 litra;
- steklenica za pijačo, predvsem žgane pijače.